# Prissé-le-Grand
Prissé-le-Grand era una comuna francesa, que estaba situada en el departamento de Deux-Sèvres, de la región de Nueva Aquitania, que en 1888 fue suprimida al ser repartido entre las comunas de Belleville, La Foye-Monjault y Prissé.

## Demografía
| Gráfica de evolución demográfica de Prissé-le-Grand entre 1793 y 1886 |
|                                                                       |

Los datos demográficos contemplados en este gráfico de la comuna de Prissé-le-Grand se han cogido de 1800 a 1886 de la página francesa EHESS/Cassini. 